# Praznovanje pomladi
Praznovanje pomladi je slovenski dramski film iz leta 1978 v režiji Franceta Štiglica po scenariju Frančka Rudolfa. Zgodba je postavljena v 18. stoletje, ko Avstro-Ogrska zatira narodne običaje na Slovenskem, zato četo cesarske vojske pošljejo za zaustavitev pustnega karnevala. 

## Igralci
- Zvezdana Mlakar kot Suzana
- Dare Ulaga kot Štefanov oče
- Radko Polič kot Štefan
- Lojze Rozman kot Simonov oče
- Zvone Agrež kot Simon
- Andrej Kurent kot opat
- Angelca Hlebce kot mati
- Zvone Hribar kot Jurij
- Relja Bašić kot Hauptman
- Janez Hočevar - Rifle